# Gekko ulikovskii
Gekko ulikovskii är en ödleart som beskrevs av  Ilya Sergeevich Darevsky och ORLOV 1994. Gekko ulikovskii ingår i släktet Gekko och familjen geckoödlor. Inga underarter finns listade i Catalogue of Life.